# Kristo Robo
Kristo Robo (geb. 7. Dezember 1948) ist ein ehemaliger albanischer Sportschütze.

## Sport
Robo trat bei den Olympischen Sommerspielen 1992 in Barcelona an. Im Wettbewerb 25 m Schnellfeuerpistole kam er auf Platz 30. Er diente auch als Fahnenträger bei der Eröffnungszeremonie.
Robo trat auch bei den Mittelmeerspielen 1987 (Latakia) und 1991 (Athen) an. Dort konnte er eine Gold- und eine Silbermedaille erringen.